# Lilia (prénom)
Pour les articles homonymes, voir Lilia (homonymie).
Lilia peut désigner :

## Signification
Lilia est un prénom féminin d'origine latin qui signifie « Lys ». C'est également une variante du prénom Leila. En hébreu, Lilia signifie « Ce qui m'appartient est à Dieu »,.

## Personnes portant ce prénom
- Lilia Skala (1896–1994), actrice américaine ;
- Lilia Izquierdo (née en 1967), joueuse de volleyball cubaine ;
- Lilia Osterloh (née en 1978), tenniswoman américaine ;
- Lilia Podkopayeva (née en 1978), gymnaste Ukrainienne ;
- Lilia Merodio Reza (née en 1978), femme politique mexicaine ;
- Lilia Chevtsova, experte en soviétologie.